# 廖學章
廖學章（1880年—1953年），字天祥，四川華陽縣人，早年曾兩度公費留學日本，主攻英國文學。畢業於日本立教大學外語系。留學期間，曾參加同盟會。回國後，歷任四川省城高等學堂及其附屬中學教師、成都高等師範學校教師、四川公立外國語專門學校校長、國立成都大學文學院外文系主任等職。抗日戰爭時期，曾以社會賢達身份出任第四屆國民參政會參政員。